# تشارلز ك. فان زانت
تشارلز ك. فـان زانت (بالإنجليزية: Charles C. Van Zandt) هو محامي وسياسي أمريكي، ولد في 10 أغسطس 1830 في نيوبورت في الولايات المتحدة، وتوفي في 4 يونيو 1894. حزبياً، نشط في الحزب الجمهوري. وقد انتخب حاكم رود آيلاند ‏ (29 مايو 1877 – 25 مايو 1880) وانتخب عضو مجلس ولاية رود آيلاند.